# Phryganomima noctifer
Phryganomima noctifer är en fjärilsart som beskrevs av Paul Dognin 1911. Phryganomima noctifer ingår i släktet Phryganomima och familjen Crambidae. Inga underarter finns listade i Catalogue of Life.